# Seznam animovaných filmů Walt Disney Animation Studios
Seznam zahrnuje více než 50 celovečerních animovaných filmů pocházejících z Walt Disney Animation Studios, divize společnosti The Walt Disney Company, které jsou označovány za takzvanou animovanou klasiku tohoto studia.
Walt Disney začal produkovat filmy v roce 1923, v roce 1937 pak spatřil světlo promítacích přístrojů první snímek této série Sněhurka a sedm trpaslíků, 50. jubilejním filmem se stal snímek Na vlásku z roku 2010. Seznam nezahrnuje animované filmy vzniklé v dceřiných firmách společnosti, jako jsou studia Disneytoon Studios, Pixar Animation Studios, Blue Sky Studios a 20th Century Animation.

## Seznam filmů
1. Sněhurka a sedm trpaslíků (Snow White and the Seven Dwarfs – 1937)
2. Pinocchio (1940, 88 minut)
3. Fantazie (Fantasia – 1940, 120 minut)
4. Dumbo (1941)
5. Bambi (1942)
6. Saludos Amigos (1942, 43 minut)
7. The Three Caballeros (1944, 70 minut)
8. Make Mine Music (1946, 75 minut)
9. Fun and Fancy Free (1947, 73 minut)
10. Melody Time (1948, 75 minut)
11. The Adventures of Ichabod and Mr. Toad (1949, 68 minut)
12. Popelka (Cinderella – 1950, 74 minut)
13. Alenka v říši divů (Alice in Wonderland – 1951)
14. Petr Pan (film, 1953) (Peter Pan – 1953, 76 minut)
15. Lady a Tramp (Lady and the Tramp – 1955, 75 minut)
16. Šípková Růženka (Sleeping Beauty – 1959)
17. 101 dalmatinů (One Hundred and One Dalmatians/101 Dalmatians – 1961, 79 minut)
18. Meč v kameni (The Sword in the Stone – 1963, 79 minut)
19. Kniha džunglí (The Jungle Book – 1967, 78 minut)
20. Aristokočky (The Aristocats – 1970, 78 minut)
21. Robin Hood (1973, 83 minut)
22. Medvídek Pú: Nejlepší dobrodružství (1977, 74 minut)
23. Zachránci / Záchranáři (The Rescuers – 1977, 75 minut)
24. Liška a pes (The Fox and The Hound – 1981, 83 minut)
25. Černý kotel (The Black Cauldron – 1985, 80 minut)
26. Slavný myší detektiv (1986, 74 minut)
27. Oliver a přátelé (Oliver and Company – 1988, 72 minut)
28. Malá mořská víla (The Little Mermaid – 1989, 83 minut)
29. Záchranáři u protinožců (The Rescuers Down Under – 1990, 77 minut)
30. Kráska a zvíře (Beauty and the Beast – 1991, 84 minut)
31. Aladin (Aladdin – 1992, 87 minut)
32. Lví král (The Lion King – 1994, 89 minut)
33. Pocahontas (1995, 81 minut)
34. Zvoník u Matky Boží (The Hunchback of Notre Dame – 1996, 91 minut)
35. Herkules (Hercules – 1997, 89 minut)
36. Legenda o Mulan (Mulan – 1998, 88 minut)
37. Tarzan (1999, 88 minut)
38. Fantazie 2000 (Fantasia 2000 – 1999, 75 minut)
39. Dinosaurus (Dinosaur – 2000, 82 minut)
40. Není král jako král (Emperor's New Groove – 2000, 78 minut)
41. Atlantida: Tajemná říše (Atlantis: The Lost Empire – 2001, 95 minut)
42. Lilo & Stitch (Lilo and Stitch – 2002, 85 minut)
43. Planeta pokladů (Treasure Planet – 2002, 95 minut)
44. Medvědí bratři (Brother Bear – 2003, 85 minut)
45. U nás na farmě (Home on the Range – 2004, 76 minut)
46. Strašpytlík (Chicken Little – 2005, 77 minut)
47. Robinsonovi (Meet the Robinsons – 2007, 90 minut)
48. Bolt – pes pro každý případ (Bolt – 2008, 93 minut)
49. Princezna a žabák (The Princess And The Frog – 2009, 94 minut)
50. Na vlásku (Tangled – 2010, 100 minut)
51. Medvídek Pú (Winnie The Pooh – 2011, 60 minut)
52. Raubíř Ralf (Wreck It Ralph – 2012, 94 minut)
53. Ledové království (Frozen – 2013, 102 minut)
54. Velká šestka (Big Hero 6 – 2014, 108 minut)
55. Zootropolis: Město zvířat (Zootopia – 2016, 108 minut)
56. Odvážná Vaiana: Legenda o konci světa (Moana – 2016, 107 minut)
57. Raubíř Ralf a internet (Ralph Breaks the Internet – 2018, 112 minut)
58. Ledové království II (Frozen II – 2019)
59. Raya a drak (2021)
60. Encanto (2021)
61. Divnosvět (Strange World – 2022)
62. Přání (Wish – 2023)
63. Odvážná Vaiana 2 (Moana 2 – 2024)
64. Zootropolis: Město zvířat 2 (Zootopia 2 – 2025)